# Ramesch
Der Ramesch oder Romitsch ist ein 2119 m ü. A. hoher schmaler, doppelgipfliger Berg zwischen dem Frauen- und Brunnsteinerkar, am Fuße des Warschenecks in Oberösterreich. Der Westgipfel ist um einige Meter niedriger als der Ostgipfel. Von der Frauenscharte aus gesehen erinnert seine Form an einen Dolomitenturm. An der Basis der Nordwand befindet sich die Ramesch-Knochenhöhle.

## Name
Der Name wurde früher slawisch (als „Waldblöße“) gedeutet, leitet sich jedoch vom lateinischen Wort „eremus“ ab und bedeutet „der allein Stehende“.

## Aufstiege
Auf den Ramesch führen keine markierten Wege. In der Literatur werden jedoch mehrere Varianten angegeben. Zu den beliebtesten gehören:
- Ostgrat (II)
- Westgrat (I)
- Sowie mehrere Kletterrouten (III bis V+) in der Nordostwand